# مسکالرو (نیومکزیکو)
مسکالرو (به انگلیسی: Mescalero) یک منطقهٔ مسکونی در ایالات متحده آمریکا است که در شهرستان آترو، نیومکزیکو واقع شده‌است. مسکالرو ۴۶٫۳ کیلومتر مربع مساحت و ۱٬۳۳۸ نفر جمعیت دارد و ۲٬۰۱۵ متر بالاتر از سطح دریا واقع شده‌است.